# Free at Last
Free at Last – szósty studyjny album amerykańskiego rapera Yukmoutha. Został wydany 1 czerwca 2010 roku.

## Lista utworów
1. "Free at Last" (gośc. Country Black)
2. "The Life" (gośc.  Ya Boy, Jay Rock & London)
3. "Laughin at You Clownz"
4. "2-11" (gośc.  L.E.P. Bogus Boys)
5. "She Want It" (gośc.  Rankin Scroo)
6. "Smell It on Me" (gośc.  Gudda Gudda, Titty Boy & D-Golder)
7. "100 Brick Boy" (gośc.  Lucci)
8. "Let's Get It, Let's Go" (gośc.  Lil Hype, Ampichino, Lee Majors, Tha Realest, Freeze, Rah-Man & Matt Blaque)
9. "Bang Bang"
10. "Shine" (gośc.  Messy Marv & Choppa City)
11. "The West Iz Back" (gośc.  Roccett & 2Eleven)
12. "Rise 2 da Top"
13. "Dat's Outta Here" (gośc.  Mistah F.A.B. & Chop Black)
14. "The Hard Way" (gośc.  Jannine V, produced by V Trax)
15. "So Trill" (gośc.  Lil Hype & Dru Down)
16. "Pac-Man"
17. "Smokin Treez" (gośc.  Curren$y & Chop Black)
18. "Hubba Rocks" (gośc.  Stevie Joe, Philthy Rich & Lee Majors)
19. "Da Town (Remix)" (gośc.  Richie Rich, Beeda Weeda, Agerman, Kafani, Shady Nate, Lee Majors, G-Stack & London)
20. "Holla" (iTunes Bonus Tracks)
21. "Da Block Goin Ham" (gośc.  C-Bo) (iTunes Bonus Tracks)
22. "Gwop Boy" (iTunes Bonus Tracks)
23. "Meet the Mob" (gośc.  Lee Majors, Ampichino, Young Bossi & Matt Blaque) (iTunes Bonus Tracks)

## Notowania
| Notowania (2010)                      | Najwyższa pozycja |
| ------------------------------------- | ----------------- |
| U.S. Billboard Top R&B/Hip-Hop Albums | 55                |